# 拉比特維爾 (密蘇里州)
拉比特維爾（英語：Rabbitville）是位於美國密蘇里州華盛頓縣的非建制地區。

## 地理
拉比特維爾所處的海拔為高於海平面207米（即679英呎），而該地所採用的時區為UTC-6，即北美中部時區（CST）。同時該地設有夏令時間，為UTC-6調快一小時，即UTC-5（CDT）。